# Erzabtei Beuron
Die Erzabtei St. Martin zu Beuron (lat. Archiabbatia Sancti Martini Beuronensis) ist ein seit 1863 bestehendes Benediktinerkloster in Beuron im Oberen Donautal und Stammkloster der Beuroner Kongregation. In den Gebäuden bestand zuvor vom 11. Jahrhundert bis 1803 das Augustiner-Chorherrenstift Beuron.

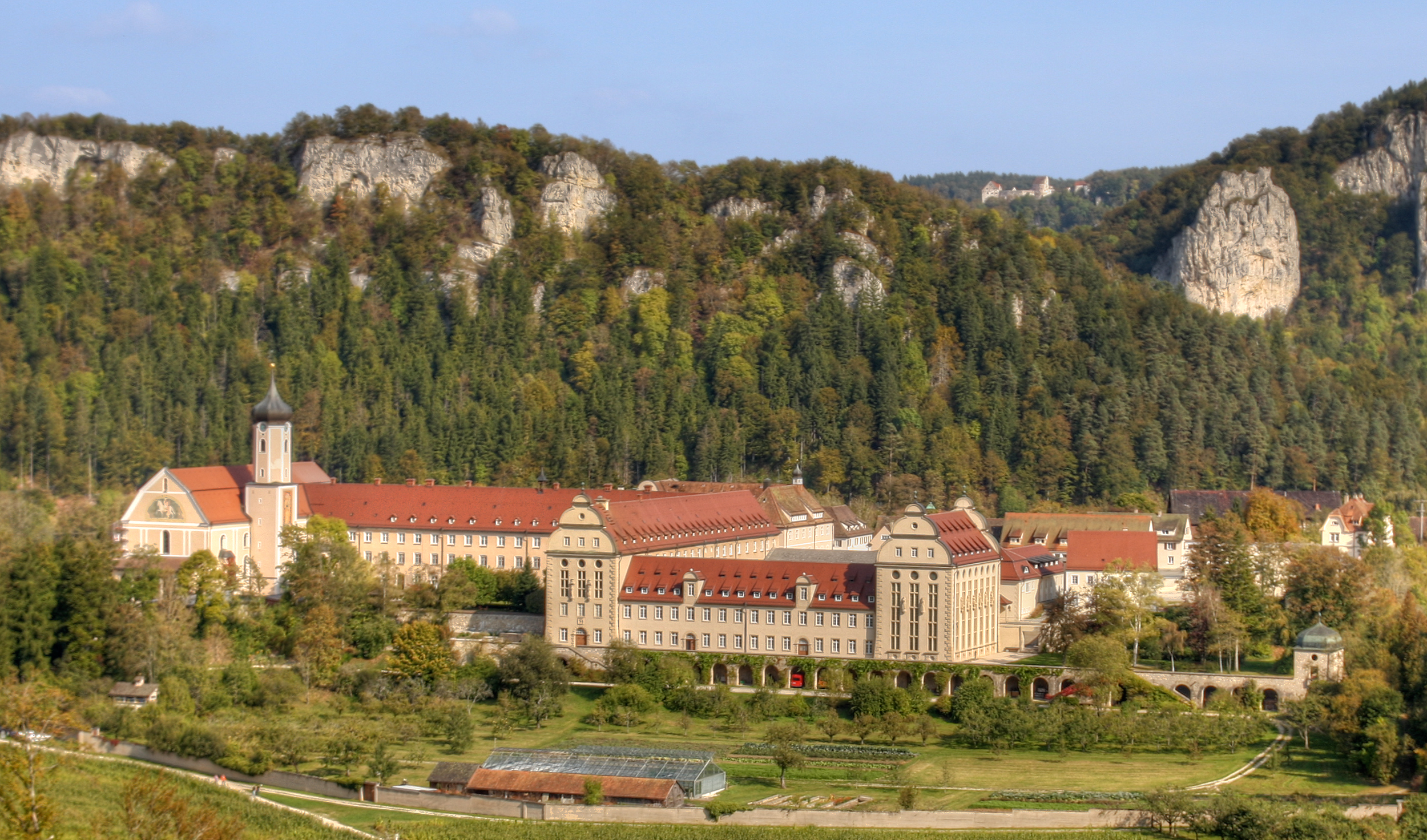
Benediktiner-Erzabtei Beuron (2009)

## Geschichte

### Augustiner-Chorherrenstift Beuron

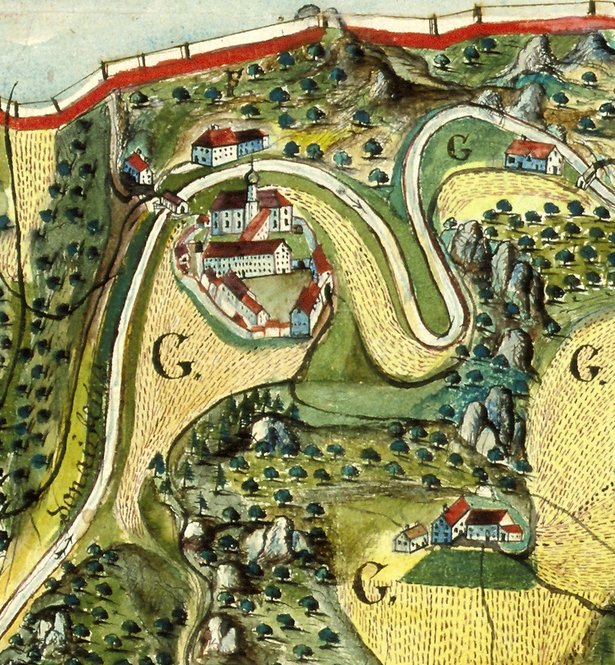
Klosterareal Beuron (1787)

Die Gründung des Klosters fällt wohl in die zweite Hälfte des 11. Jahrhunderts (um 1080/1090?). Damals wurde an einem hochwasserfreien Platz im Donautal durch den Adligen Peregrin von Hosskirch für eine nach einer Kanonikerregel lebende Männergemeinschaft das Stift St. Maria und St. Martin errichtet. 1097 nahm Urban II. das Stift in päpstlichen Schutz und gewährte ihm freie Propstwahl und die römischen Freiheiten; eine königliche Schutzurkunde datiert von 1131. Aus dem Jahr 1146 stammen die Nachrichten, dass in Beuron die Gewohnheiten der Abtei Murbach (Vogesen) und die Augustiner-Chorherren-Regel gelten.
In der Mitte des 13. Jahrhunderts erscheint Beuron als landsässiges Stift der Herrschaft Mühlheim. Diese Herrschaft gehörte damals den Grafen von Hohenzollern, kam 1391 an die Herren von Weitingen und 1409 an die Freiherren von Enzberg. Die Enzberger übten daher auch die landesherrlichen Rechte über die Beuroner Besitzungen aus – teilweise jedoch nur im Auftrag der Habsburger als Herren in Vorderösterreich (Verträge 1452 und 1615), die gewisse Lehenshoheiten in Teilen der Herrschaft Mühlheim innegehabt zu haben scheinen. Die Enzberger wurden vermutlich seit dem 16. Jahrhundert als Teil der Reichsritterschaft angesehen, und als sich letztere in Ritterkreisen und Ritterkantonen zu organisieren hatte, wurde die Herrschaft Mühlheim Teil des Reichsritterkantons Hegau-Allgäu-Bodensee.
Bischof Hugo von Konstanz gab dem Stift 1499 bei einer Visitation neue Statuten und setzte 1513 den Kreuzlinger Augustiner Johannes Weck als Verwalter ein. Die Schwerpunkte des Beuroner Grundbesitzes lagen nördlich der Donau in Irndorf, Königsheim, Böttingen und Mahlstetten, und südlich der Donau zwischen Beuron und Unterschwandorf. Dazu kam Fernbesitz, der mittels der drei Schaffnereien Freiburg im Breisgau (Verkauf 1668), Stafflangen (bei Biberach, Verkauf 1737) und Mengen (Verkauf 1751) verwaltet wurde. Weitere Schaffnereien bestanden in Mühlheim, Egesheim und Ebingen/Balingen.
Seit etwa der zweiten Hälfte des 17. Jahrhunderts versuchte Beuron, seine Rechte auszubauen und sich von der Herrschaft Mühlheim zu lösen. 1687 erhob Papst Innozenz XI. die Propstei zur Abtei. Beuron strebte nun nach der Reichsstandschaft. Hierfür benötigte man ein reichständisches Territorium. Scheiterte 1737 noch der Kauf der reichsritterschaftlichen Herrschaft Randegg, so gelang 1751 der Erwerb des hohenzollerischen Dorfs Bärenthal mit dem Schlösschen Ensisheim. Jedoch war damit nur eine Niedergerichtsherrschaft verbunden, die höheren Rechte scheinen bei Österreich geblieben zu sein. Abt Rudolf Reichel (1751–1790) versuchte vergeblich, für diese Herrschaft die Reichsunmittelbarkeit zu erlangen, weswegen er zahlreiche gefälschte Dokumente anfertigen ließ. Diese Betrugsversuche wurden bekannt, dennoch gewährte Österreich 1791 der Abtei als österreichisches Lehen die Territorialhoheit in Bärenthal sowie den Gütern Ensisheim und Rheinfeld/Reinfeld (bei Beuron).
In der noch kurzen verbleibenden Zeit der Existenz des Reiches bis 1803/1806 scheint diese neue Rechtslage allerdings keine großen Auswirkungen mehr gehabt zu haben. Denn Beuron erscheint weder als reichsständisches Territorium im Reichstag noch als kreisständisches Territorium im Schwäbischen Kreis oder im Österreichischen Kreis. Vielleicht galt der winzige Beuroner Staat mit etwa 500 Untertanen nun als reichsunmittelbar ohne Reichs- und Kreisstandschaft. Offensichtlich wurde er aber nicht mehr als Teil der Herrschaft Mühlheim angesehen, denn Beuron fiel 1802/1803 an die Grafschaft Hohenzollern-Sigmaringen, während die Herrschaft Mühlheim 1806 zum Herzogtum Württemberg kam. Dominikus Mayer war von 1790 bis 1802 letzter Abt des Augustiner-Chorherrnstifts Beuron.

### Benediktiner-Erzabtei St. Martin

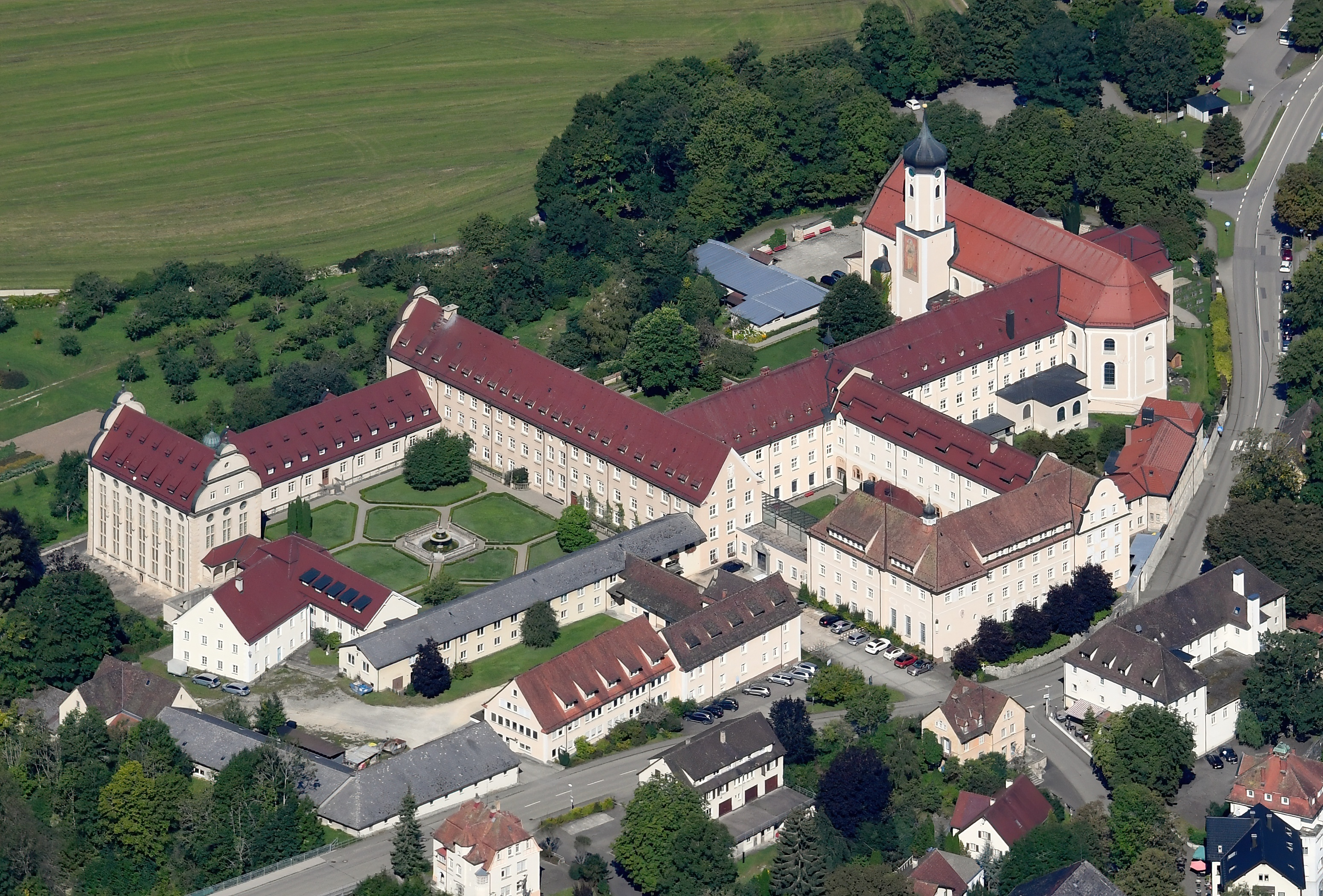
Luftbild der Erzabtei Beuron

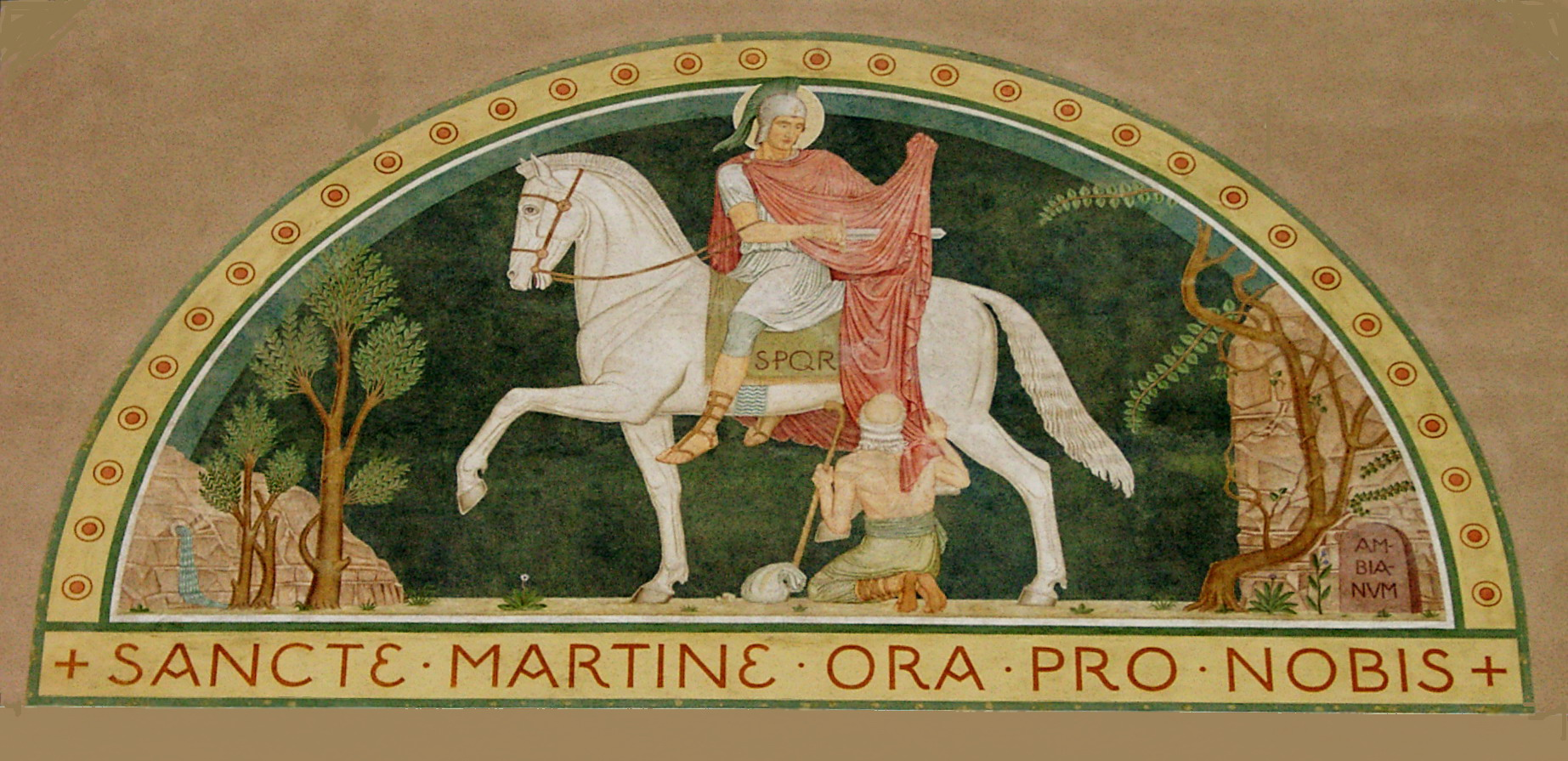
Willibrord Verkade: St. Martin am Westgiebel der Abteikirche, um 1900

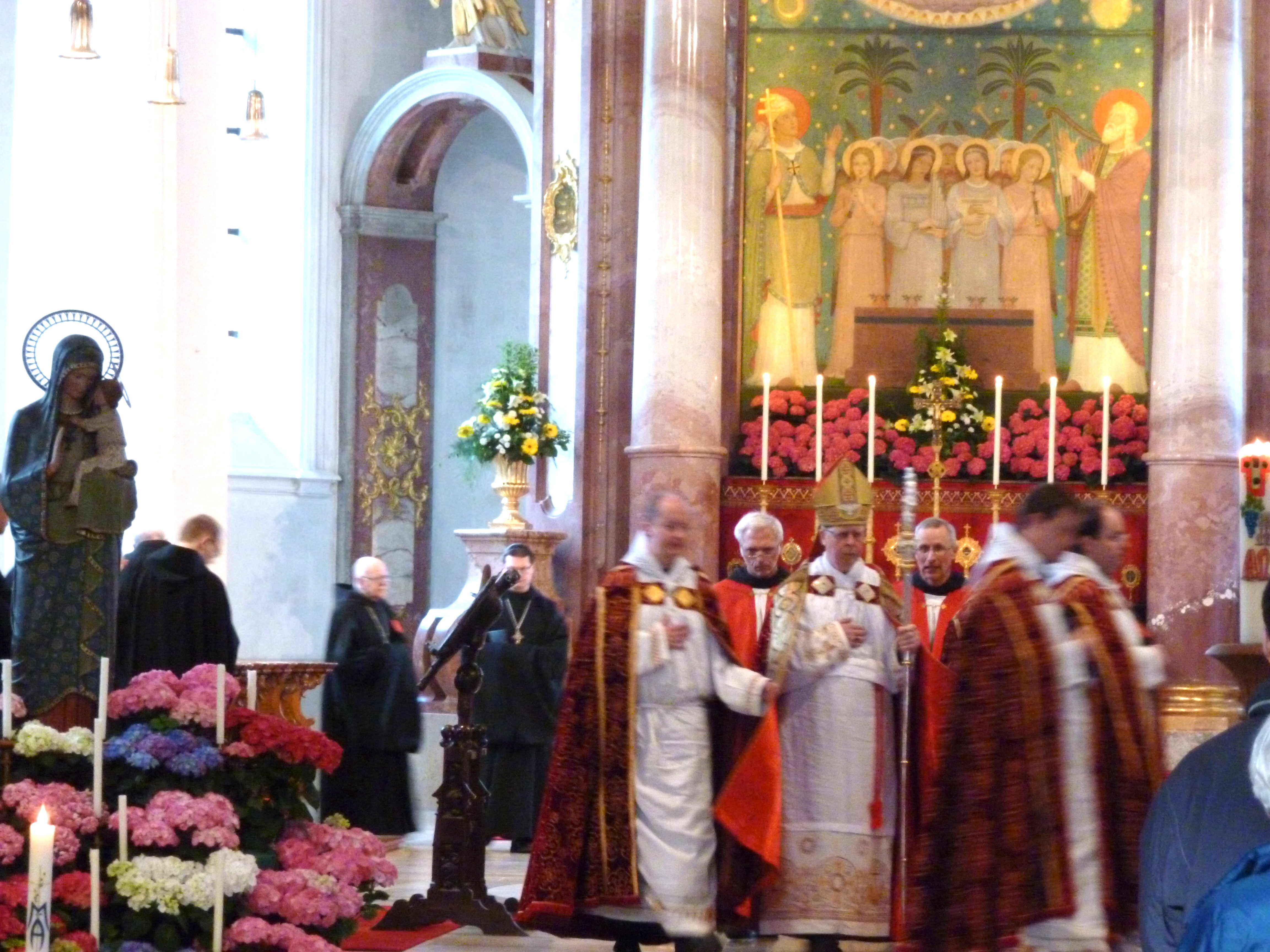
Pontifikalvesper in der Abteikirche mit Pontifex Abtpräses Albert Schmidt OSB (2013)

Aufgrund einer Stiftung durch Fürstin Katharina von Hohenzollern-Sigmaringen war 1862 ein Neubeginn des klösterlichen Lebens in Beuron durch die Benediktinermönche Maurus und Placidus Wolter möglich. Die Erzabtei St. Martin wurde 1863 von den Brüdern als Benediktiner-Kloster neu gegründet. 1868 wurde das Kloster zur Abtei erhoben. Beuron ist Gründungskloster der „Beuroner Kongregation“ mit heute 16 Klöstern in Deutschland, Österreich und Dänemark. Aus dem 1862 aufgehobenen Kloster Rheinau kam der Abtsstab des dortigen letzten Abtes Leodegar Ineichen nach dem jungen Beuron.
Während des Kulturkampfs mussten die Mönche von 1875 bis 1887 Beuron verlassen. Dadurch begannen Gründungen und Neubesiedlungen anderer Klöster, die später zu einem Zusammenschluss der verschiedenen von Beuron aus begründeten Klöster in der Beuroner Kongregation führten.
Bedeutenden Einfluss auf die religiöse Kunst des späten 19. und frühen 20. Jahrhunderts hatte die Beuroner Kunstschule, die sich an frühchristlichen und byzantinischen Vorbildern orientierte. Bedeutsam war auch die von Benedikt Sauter, Ambrosius Kienle und Dominicus Johner geprägte Beuroner Gesangsschule, die zur Entwicklung des gregorianischen Chorals im deutschsprachigen Raum maßgeblich beitrug.
Neben der Pastoralarbeit in benachbarten Gemeinden und dem Gästehaus des Klosters bilden wissenschaftliche Tätigkeiten ein wichtiges Arbeitsfeld der Mönche. So besitzt die Erzabtei Beuron mit rund 405.000 Werken die größte Klosterbibliothek Deutschlands. Schwerpunkte bilden Theologie, die Geschichte des Benediktinerordens und die Kunstgeschichte des Mittelalters. Die Bibliothek kann nach Voranmeldung für wissenschaftliche Arbeiten genutzt werden; sie nimmt am Deutschen Leihverkehr (Fernleihe) teil. Sie ist Mitglied der Arbeitsgemeinschaft Katholisch-Theologischer Bibliotheken (AKThB).
Seit 1884 erscheint das Messbuch der heiligen Kirche (Missale Romanum), ein Laienmessbuch, das nach seinem Begründer, dem Beuroner Pater Anselm Schott (1843–1896), auch als Der Schott bekannt wurde.
1887 erfolgte die Erhebung des Klosters zur Erzabtei.
Am 13. November 1910 besuchte Kaiser Wilhelm II. mit dem Fürsten und der Fürstin zu Fürstenberg das Kloster und hielt eine Ansprache an die Beuroner Benediktinermönche.

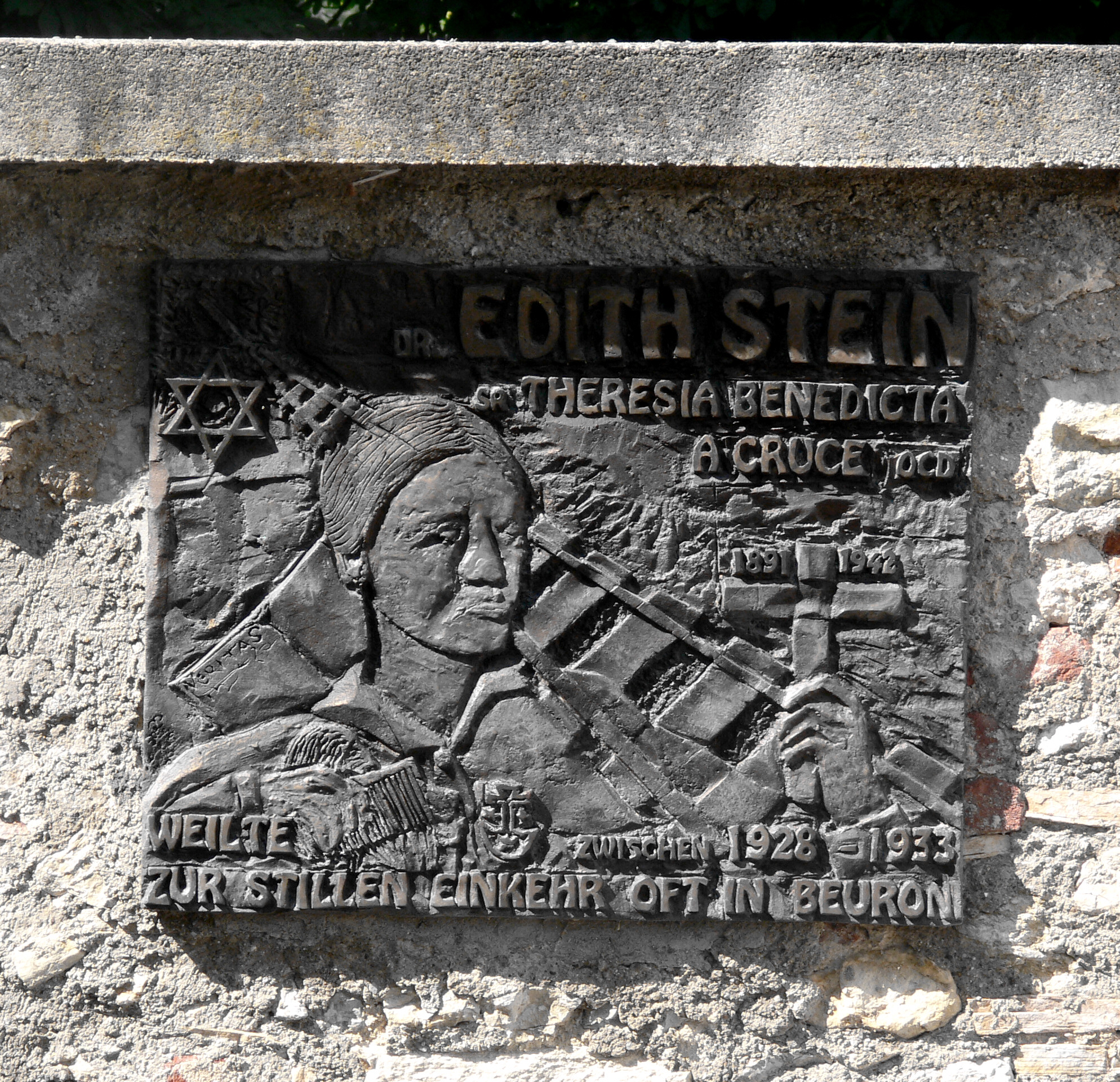
Gedenktafel für die Hl. Edith Stein in Beuron

Zwischen 1927 und 1933 besuchte Edith Stein (1891–1942) oft das Kloster Beuron; 15 Aufenthalte sind nachgewiesen. Ursprünglich jüdischer Abstammung, konvertierte sie 1922 zum katholischen Glauben und wurde Nonne. Der Beuroner Erzabt Raphael Walzer hielt sie über Jahre von ihrem Plan ab, in den Orden der Unbeschuhten Karmelitinnen einzutreten, und bat sie, weiterhin und verstärkt in der Öffentlichkeit zu wirken. Im August 1942 wurde Edith Stein im KZ Auschwitz-Birkenau in der Gaskammer ermordet.
1945 wurde durch Pater Bonifatius (Peter Paul) Fischer (1915–1997) das Vetus-Latina-Institut gegründet und aufgebaut, das sich die Sammlung und Herausgabe aller erhaltenen altlateinischen Bibelübersetzungen zum Ziel gesetzt hat. Die geplante Edition ist auf 27 Bände ausgelegt. Die geistige Arbeit der Mönche findet seit 1919 ihren Niederschlag in der Benediktinischen Monatsschrift, die seit 1959 den Titel Erbe und Auftrag (EuA) trägt. Herausgegeben wird die Schrift von der Erzabtei Beuron, verlegt wird sie im Beuroner Kunstverlag.
Die Theologische Hochschule Beuron hat den Lehrbetrieb 1967 eingestellt, besteht jedoch juristisch fort. Seit 1993 wird die Klause St. Benedikt bei Großschönach, einer der letzten Reste der Burg der Grafen und Ritter von Ramsberg aus dem 11. Jahrhundert, von Bruder Jakobus Kaffanke, Mönch des Klosters Beuron, bewohnt. Er führt dort einen großen Teil des Jahres ein – für einen Benediktiner untypisches – Eremitenleben, ist nach wie vor ebenso im Kloster tätig (in erster Linie als Exerzitienbegleiter). Zu Beginn des Jahres 2023 zählte der Konvent der Erzabtei Beuron 32 Mönche (je zur Hälfte Priestermönche und Laienbrüder).
Im Jahre 2004 hat die Erzabtei auf der ehemaligen Klosterinsel Reichenau die Cella St. Benedikt errichtet, zu der drei Mönche gehören. Sie bewohnen das Pfarrhaus in Niederzell. Schon einmal in den 1930er-Jahren hatte Beuron einen ähnlichen Versuch gemacht, der am Widerstand der Nationalsozialisten gescheitert war.

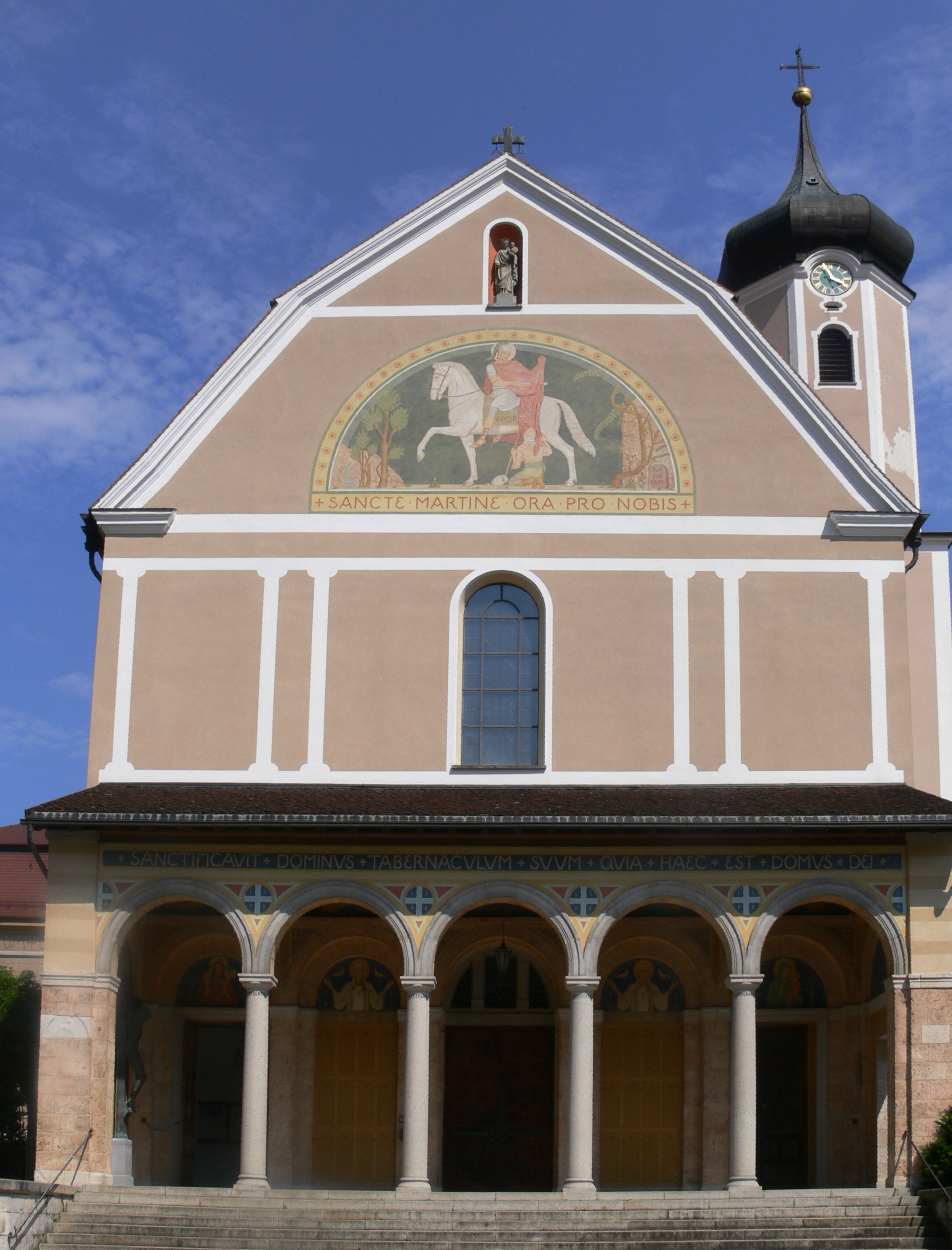
Kirchenfassade mit Vorhalle
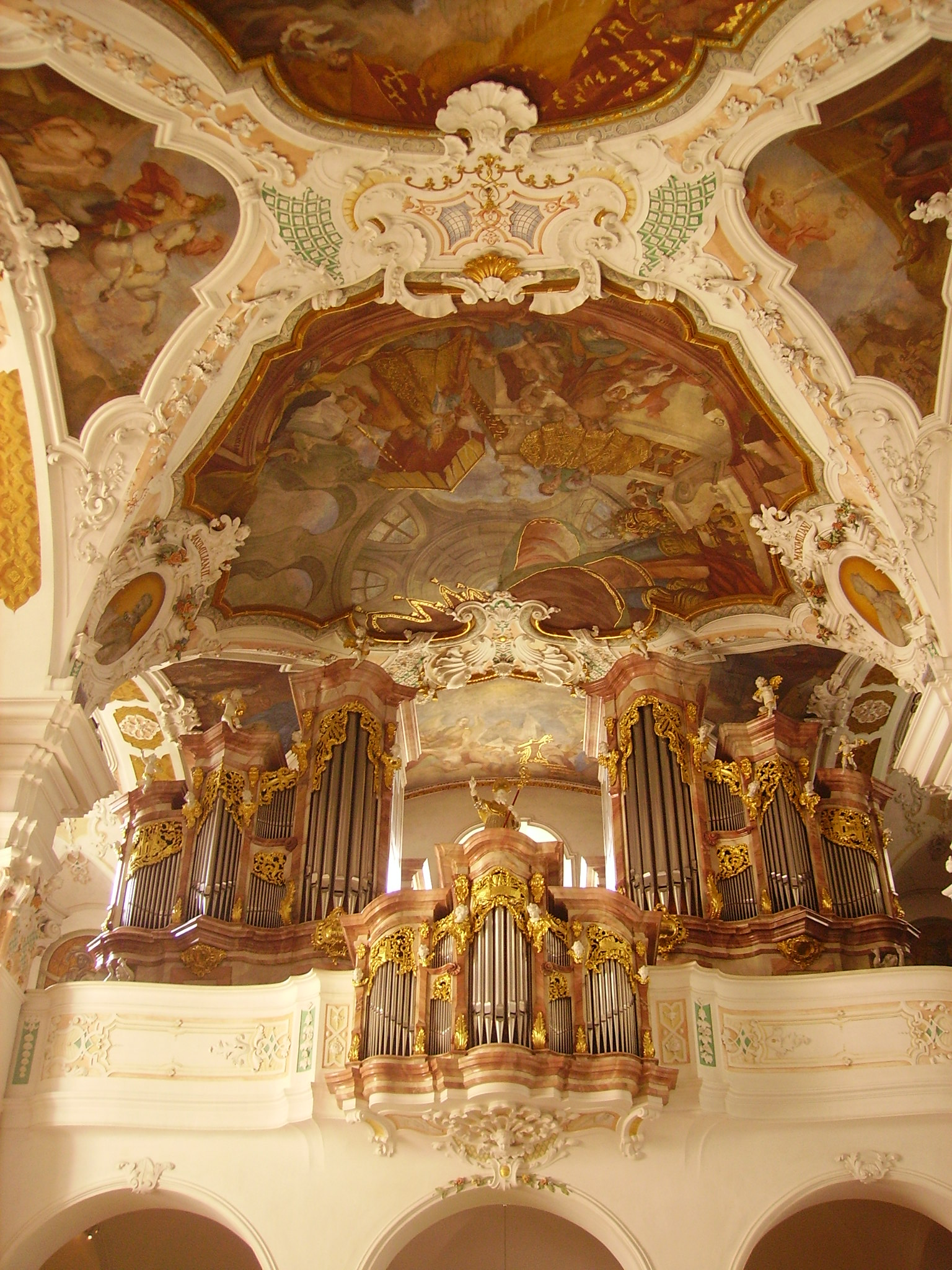
Blick auf Orgelempore
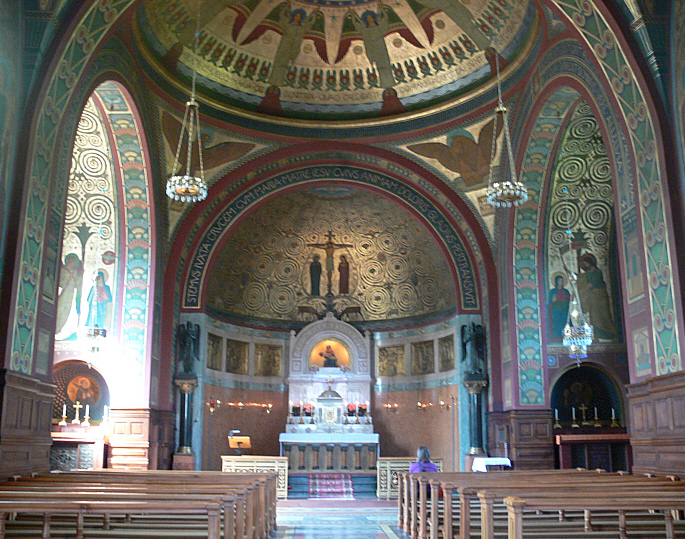
Gnadenkapelle

## Liste der Erzäbte seit 1863
1. Maurus (Rudolf) Wolter aus Bonn (1825–1890): Gründerprior 1863, Abt 1868–1890, Erzabt 1885
2. Placidus (Ernst) Wolter aus Bonn, Bruder des Gründers (1828–1908): 1890–1908
3. Ildefons (Friedrich) Schober aus Pfullendorf (1849–1918): 1908–1917
4. Raphael (Josef) Walzer aus Ravensburg (1888–1966): 1918–1937
5. Benedikt I. (Karl Borromäus) Baur aus Mengen (1877–1963): 1938–1955
6. Benedikt II. (Johannes) Reetz aus Ripsdorf/Eifel (1897–1964): 1957–1964
7. Damasus (Josef) Zähringer aus Ibach (1899–1977): 1965–1967
8. Ursmar (Johannes) Engelmann aus Jena (1909–1986): 1970–1980
9. Hieronymus (Gerhard) Nitz aus Flensburg (1928–2020): 1980–2001
10. Theodor (Klaus) Hogg aus Kirchen-Hausen (* 1941): 2001–2011
11. Tutilo (Heinz) Burger aus Seppenhofen (* 1965), seit 2011

## Klosterkomplex

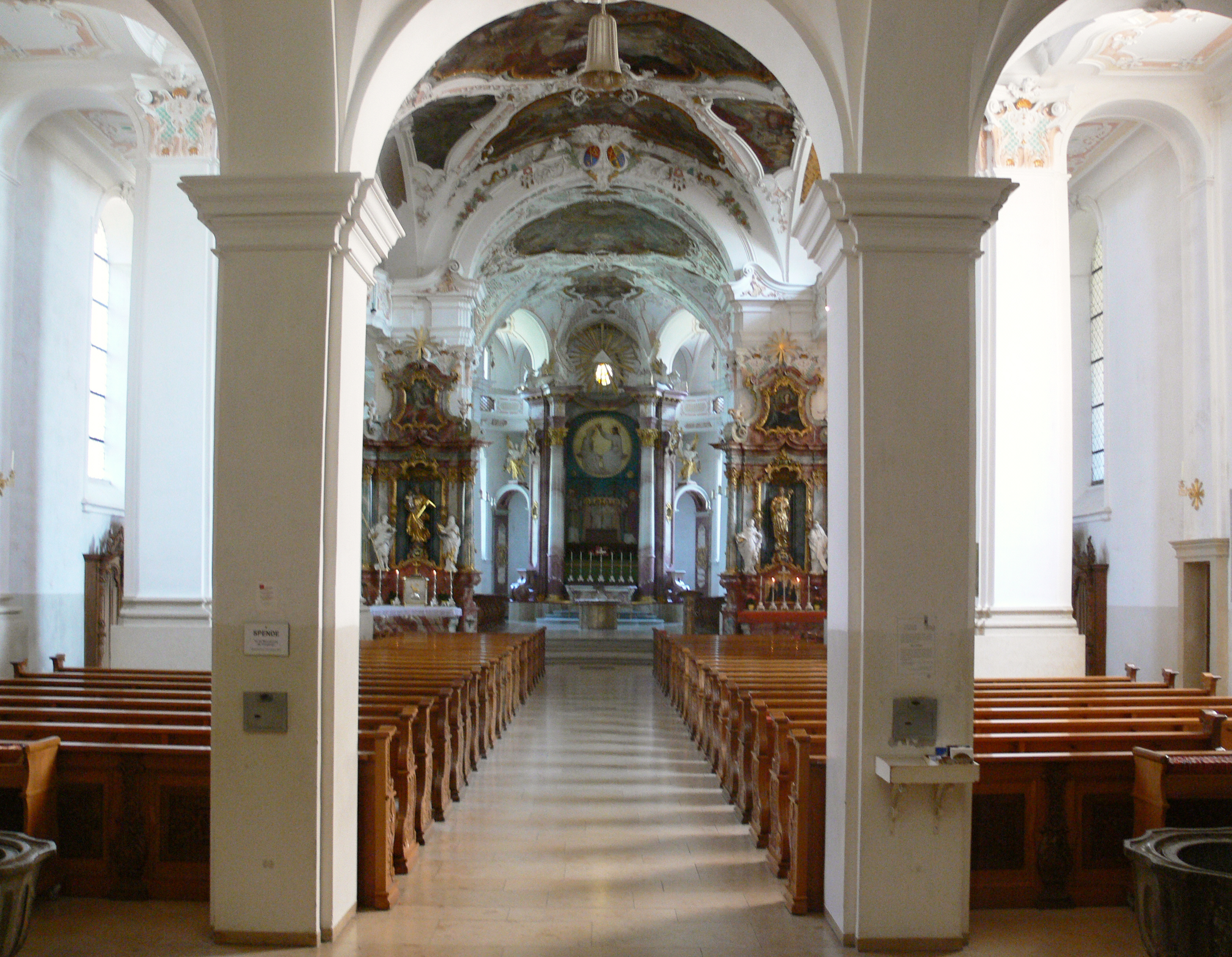
Blick zum Chor

Nach der Erhebung zur Abtei 1687 wurde das Kloster von 1694 bis 1709 neu erbaut unter Franz Beer und Johannes Brix aus Messkirch. Die Klosterbibliothek verzierten Mitglieder der Wessobrunner Schule.
Zum Klosterkomplex gehört die beeindruckende barocke Kloster- und Wallfahrtskirche an der Via Beuronensis mit wertvollen Deckengemälden, ebenso die Gnadenkapelle mit den Ausmalungen im Beuroner Stil.

### Abteikirche

#### Architektur
Die Abteikirche Beuron wurde von 1732 bis 1738 im Auftrag des Abtes Rudolf II. von Strachwitz von dem Baumeister Matthäus Scharpf aus Rottweil erbaut. Es handelt sich um eine spätbarocke Wandpfeilerkirche mit umlaufenden Emporen und eingezogenem Chor. An ein Langhaus zu drei Jochen schließt sich der Chor mit rundem Altarhaus an. Hauptgliederungselement sind die Wandpfeiler, die allseitig von Pilastern umgeben sind. Sie wirken wie Freipfeiler: Enge, hochliegende Bögen verbinden die Pfeiler mit den Außenmauern. Zwischen die Pfeiler spannen sich auf Höhe des Gebälks Emporen, deren Brüstungen das Hauptgebälk fortführen. Die Emporen selber werden von niedrigen Quertonnen mit Stichkappen gedeckt. Doppelpilaster, vor denen sich Seitenaltäre erheben, leiten zum Chor über. Als Langhauswölbung dient eine Stichkappendecke. Sie ist gurtlos, stattdessen verbinden breite Stege die Stichkappen. Aufgrund von umliegenden Anbauten ist die Beleuchtung ungleichmäßig. Die Kurvierungen der Decke und die zurückschwingenden Emporenbrüstungen geben dem Beuroner Raum sein festlich bewegtes Gepräge. 

#### Ausstattung
Die barocke Abteikirche wurde 1872 innen nach der Beuroner Schule überformt. Eine Restaurierung von 1947 hat das meiste davon wieder rückgängig gemacht. Die Fassade weist Reste einer historischen Barockaußenbemalung auf. Im Hochaltarblatt hat sich der Beuroner Kunststil überdauert. Das Altarbild des Hochaltars kann ausgewechselt werden. Das Wechselbild von der Krönung Mariens wird jährlich zur Weihnachtszeit gegen das Bild mit der Krippenszene ausgetauscht. Dieses Bild ist ein Werk von Gabriel Wüger aus dem Jahr 1867. Aufgrund von Lagerungsschäden (es wurde zusammengerollt aufbewahrt) musste es vor wenigen Jahren aufwändig restauriert werden. Heute ist das drei mal sechs Meter große Bild auf einem Holzrahmen aufgespannt. Das Altarbild muss über den Friedhof in die Kirche getragen und mit Hilfe eines Flaschenzugs über dem Hochaltar befestigt werden.
Der Hochaltar war ein Hauptwerk von Joseph Anton Feuchtmayer, das zusammen mit den Stuckateuren Johann Georg Dirr und Franz Anton Dirr entstanden war, und zeigte die Himmelfahrt Mariens. Die beiden Seitenaltäre sind noch erhalten und stammen ebenfalls von Feuchtmayer und Dirr (1740). Sie zeigen eine Säulen-Pilasterrahmung mit mittig aufschwingendem Gebälk und von Voluten gestütztem Auszug. Die Beichtstühle sind ebenfalls alt. Auch sie sind ein Werk von Feuchtmayer und Dirr (etwa 1744). Die Deckenfreskos malte Joseph Ignaz Weegschaider aus Riedlingen. Weitere Stuckaturen stammen von Johannes Schütz aus Wurzach und von Pontian Gigl aus Wessobrunn. Ein Deckenfresko zeigt die Gründungsgeschichte des Klosters Beuron: Dem Grafen Peregrin von Hosskirch war der Überlieferung nach auf der Jagd die Gottesmutter Maria erschienen und habe ihm befohlen, an dieser Stelle ein Kloster zu bauen. Ein weiteres Deckenfresko zeigt den heiligen Martin auf einem Schimmel reitend bei der Mantelteilung. Der Betrachter hat dank der barocken Illusionsmalerei, egal, wo er in der Kirche steht, den Eindruck, der „Beuroner Schimmel“ sehe ihn an.

### Orgel

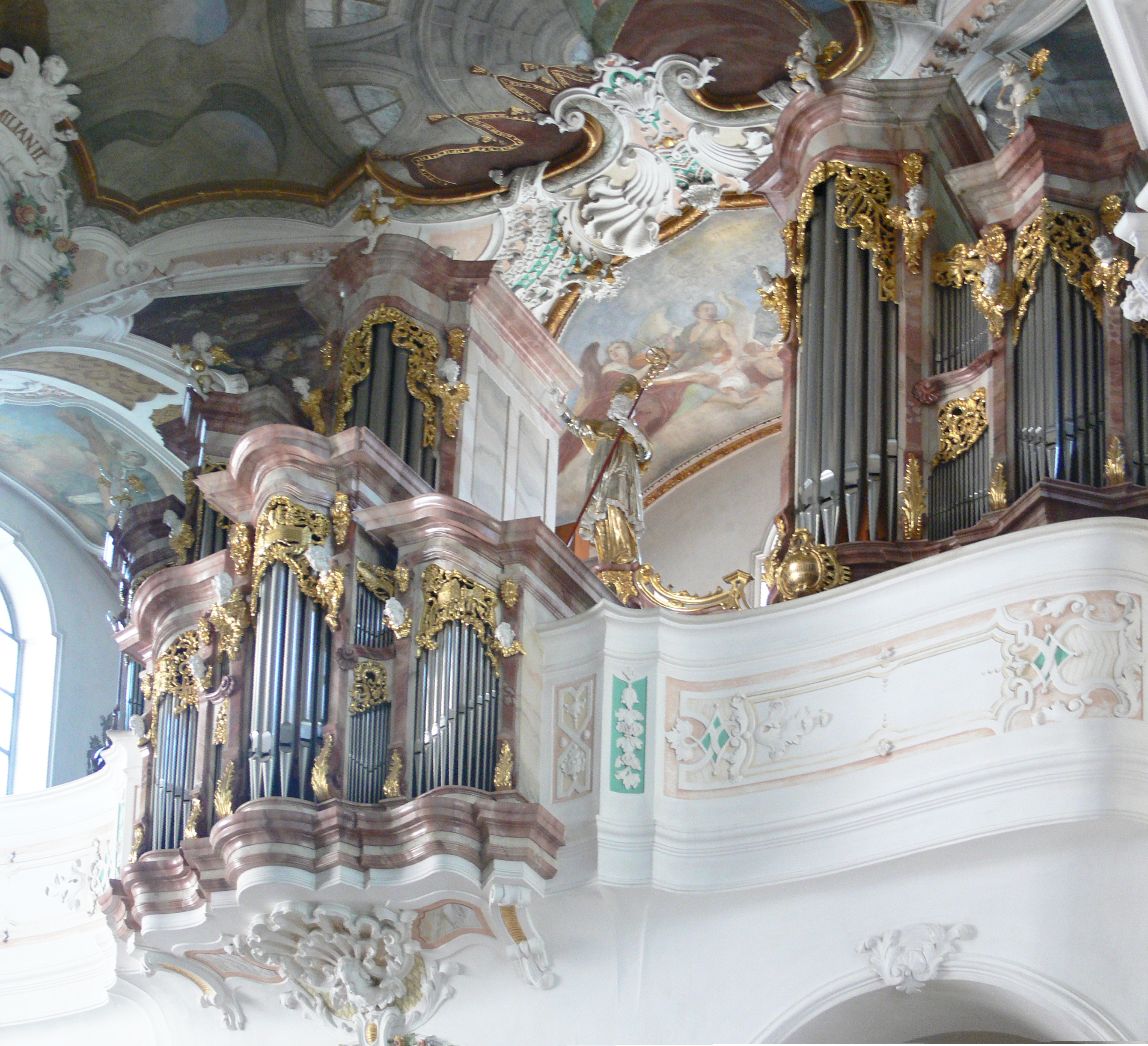
Prospekt mit Rückpositiv der Hauptorgel „St. Martin“

Die Orgel der Abteikirche wurde 1984 von der Orgelbaufirma Johannes Klais (Bonn) erbaut. Der historisierende Prospekt hat die Barockorgel aus dem 18. Jahrhundert zum Vorbild. Das Instrument mit 57 Registern auf drei Manualen und Pedal hat mechanische Spieltrakturen und elektrische Registertrakturen.
| I Rückpositiv C–g3 |                |       |
| 1.                 | Rohrgedackt    | 8′    |
| 2.                 | Quintadena     | 8′    |
| 3.                 | Principal      | 4′    |
| 4.                 | Flöte          | 4′    |
| 5.                 | Octave         | 2′    |
| 6.                 | Waldflöte      | 2′    |
| 7.                 | Sesquialter II | 2 ⁄3′ |
| 8.                 | Larigot        | 1 ⁄3′ |
| 9.                 | Scharff IV     | 1′    |
| 10.                | Vox humana     | 8′    |
| 11.                | Cromorne       | 8′    |
|                    | Tremulant      |       |

| II Hauptwerk C–g3 |                    |       |
| 12.               | Bourdon            | 16′   |
| 13.               | Principal          | 8′    |
| 14.               | Principalschwebung | 8′    |
| 15.               | Salicional         | 8′    |
| 16.               | Flûte harmonique   | 8′    |
| 17.               | Gedackt            | 8′    |
| 18.               | Octave             | 4′    |
| 19.               | Flûte octaviante   | 4′    |
| 20.               | Quinte             | 2 ⁄3′ |
| 21.               | Superoctave        | 2′    |
| 22.               | Cornet V           | 8′    |
| 23.               | Mixtur V           | 1 ⁄3′ |
| 24.               | Cymbel III         | 1⁄2′  |
| 25.               | Trompete           | 8′    |
| 26.               | Clairon            | 4′    |

| III Schwellwerk C–g3 |                  |        |
| 27.                  | Quintadena       | 16′    |
| 28.                  | Diapason         | 8′     |
| 29.                  | Gamba            | 8′     |
| 30.                  | Vox coelestis    | 8′     |
| 31.                  | Flûte harmonique | 8′     |
| 32.                  | Nachthorngedackt | 8′     |
| 33.                  | Fugara           | 4′     |
| 34.                  | Flûte octaviante | 4′     |
| 35.                  | Nasard           | 2 ⁄3′  |
| 36.                  | Octavin          | 2′     |
| 37.                  | Terz             | 1 3⁄5′ |
| 38.                  | Piccolo          | 1′     |
| 39.                  | Fourniture VI    | 2′     |
| 40.                  | Basson           | 16′    |
| 41.                  | Trompette harm.  | 8′     |
| 42.                  | Hautbois         | 8′     |
| 43.                  | Clairon harm.    | 4′     |
|                      | Tremulant        |        |

| Pedal C–f1 |               |        |
| 44.        | Untersatz     | 32′    |
| 45.        | Principal     | 16′    |
| 46.        | Contrabass    | 16′    |
| 47.        | Subbass       | 16′    |
| 48.        | Octave        | 8′     |
| 49.        | Cello         | 8′     |
| 50.        | Bourdon       | 8′     |
| 51.        | Quinte        | 5 1⁄3′ |
| 52.        | Superoctave   | 4′     |
| 53.        | Flûte         | 4′     |
| 54.        | Hintersatz IV | 2 ⁄3′  |
| 55.        | Posaune       | 16′    |
| 56.        | Trompete      | 8′     |
| 57.        | Clairon       | 4′     |

- Koppeln: I/II, III/I, III/II, I/P, II/P, III/P
- Spielhilfen: Tutti, Kombinationen A-F, Absteller (Zungen, Mixturen), Crescendowalze

### Krypta

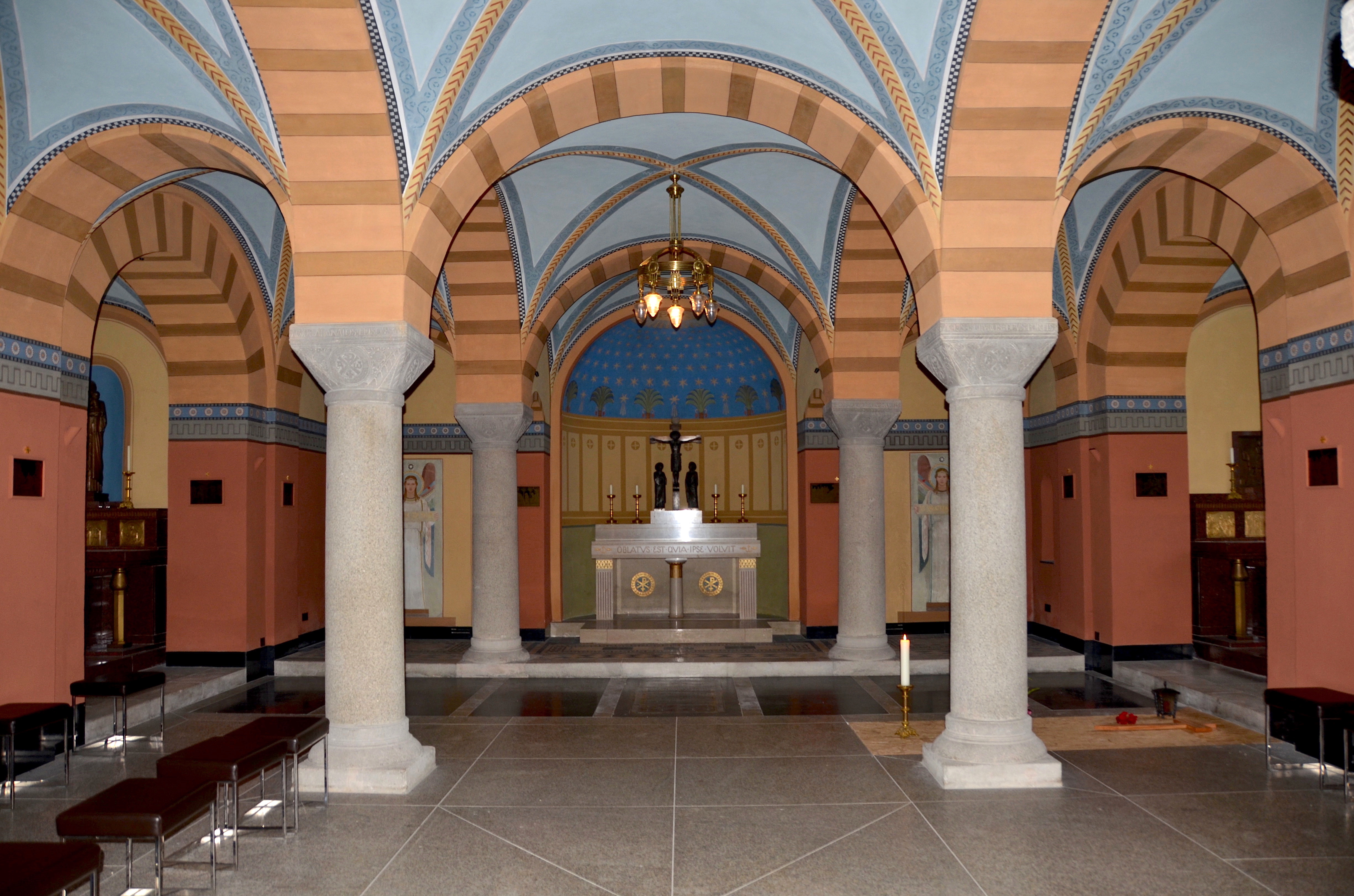
Krypta

Die Beuroner Krypta ist seit dem Abschluss von Restaurierungsarbeiten Ende 2012 ein für die Öffentlichkeit zugänglicher Kirchenraum unter der Gnadenkapelle, einem Anbau an die Beuroner Klosterkirche. Die Krypta ist die Grablege der Beuroner Erzäbte und war bis zum Ende der 1980er Jahre die Kirche für die Pfarrgemeinde Beuron. Der mit Säulen ausgestattete Raum wurde nach Art der Beuroner Kunstschule ausgemalt. Der Innenraum der Unterkirche der Gnadenkapelle befindet sich nicht mehr vollständig im Originalzustand wie zur Zeit des Baus der Gnadenkapelle ab 1898. Die beiden Seitenaltäre aus Marmor befanden sich bis Mitte der 1960er Jahre in der Klosterkirche und wurden erst zu diesem Zeitpunkt im Rahmen der Neugestaltung des Kirchenraumes in die Krypta versetzt. Restauriert wurden Gewölbe, Wandmalereien und Grabplatten, der Fußboden wurde mit Granitsteinplatten erneuert und eine neue Beleuchtung und Fußbodenheizung wurden eingebaut.

### Glocken
Die Abteikirche besitzt ein sechsstimmiges Glockengeläut aus Bronze, das 1912/13 von dem Glockengießermeister Georg Wolfart aus Lauingen gegossen wurde.
Übersicht
| Glocke | Masse   | Durchmesser | Schlagton |
| ------ | ------- | ----------- | --------- |
| 1      | 2272 kg | 1560 mm     | c′±0      |
| 2      | 1450 kg | 1350 mm     | es′+1     |
| 3      | 1000 kg | 1150 mm     | f′+1      |
| 4      | 0600 kg | 1000 mm     | as′+4     |
| 5      | 0450 kg | 0900 mm     | b′+2-     |
| 6      | 0300 kg | 0780 mm     | c″+2      |

### Gnadenkapelle
Die Wandbilder in der Gnadenkapelle der Beuroner Kirche sind auf die Verehrung Mariens ausgelegt.

### Bibliothek
Die Erzabtei Beuron unterhält mit rund 405.000 Bänden die größte deutsche Klosterbibliothek. Schwerpunkte sind alle theologischen Disziplinen, vor allem Liturgiewissenschaft, Kunstgeschichte des Mittelalters, die Geschichte des Benediktinerordens und Patrologie.

### Pilgerbüro
Am Fronleichnamstag 2009 wurde in der ehemaligen Klosterbuchhandlung im Erdgeschoss eines Klosteranbaus das Pilgerbüro eröffnet. Das Pilgerbüro soll als Begegnungsstätte für Jakobspilger auf dem Beuroner Jakobsweg (Via Beuronensis) dienen. Es können offizielle Pilgerausweise ausgestellt werden, die in Santiago de Compostela anerkannt werden. Das Pilgerbüro besteht aus zwei Büroarbeitsräumen und dem Empfangsraum. Im Empfangsraum werden Kunstgewerbeartikel und Antiquitäten aus dem Kloster angeboten.

### St. Maurus

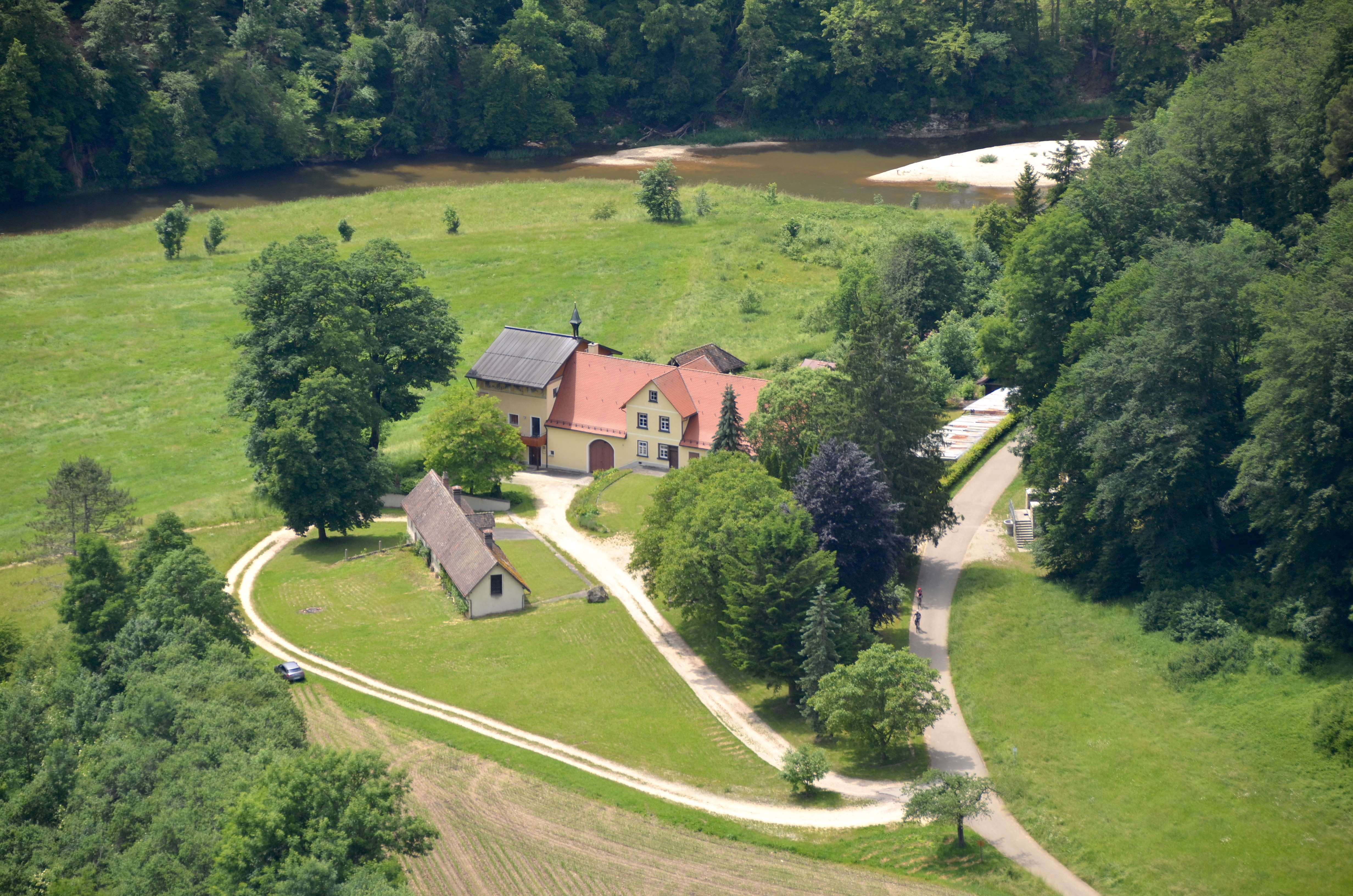
St. Maurus im Feld

Rund 2,5 Kilometer flussabwärts auf der linken Donauseite liegt am dem Weg nach Langenbrunn der Weiler St. Maurus im Feld. Das ehemalige landwirtschaftliche Gut des Klosters befindet sich in der Gegend des abgegangenen Ortes Oberhausen (ehemals Füllehaus, erste Nennung in Urkunden des Klosters Beuron im 13. Jahrhundert, bestand als Hof mit einem Gebäude bis ins 19. Jahrhundert). Der denkmalgeschützte Landsitz St. Maurus im Feld wurde für die Fürstin-Witwe Katharina von Hohenzollern-Sigmaringen erbaut. Die Sachgesamtheit besteht aus dem 1868 erbauten Landhaus und der Mauruskapelle zu Ehren des heiligen Abtes Maurus. Diese wurde von 1868 bis 1870 vom Architekten, Maler und Bildhauer Peter (Desiderius) Lenz erbaut und ausgestattet. Hierzu zog er seinen Malerfreund aus der Akademiezeit, Jakob (Gabriel) Wüger, und dessen Schüler Lukas Steiner hinzu. Alle drei traten ins Kloster ein, nahmen Ordensnamen an und bildeten eine Arbeitsgemeinschaft, die sogenannte „Beuroner Kunstschule“.
Heute wird St. Maurus im Feld ganzjährig von zwei Mönchen bewohnt, die sich um das Anwesen kümmern.

### Donau-Wasserkraftwerk
Bereits seit 1921 gibt es zur Stromerzeugung das Wasserkraftwerk St. Maurus, ein klostereigenes Wasserkraftwerk an der Donau im Weiler St. Maurus zwischen Beuron und dem Talhof bei Langenbrunn. Nach einer umfassenden Erneuerung 2008/09 konnte die Leistung gesteigert und verstetigt werden.

### Renovierung seit 1989
Seit 1989 wurden (umgerechnet) zehn Millionen Euro in Baumaßnahmen investiert. Das Geld kam durch Spenden und große Sponsoren zusammen. Mittel aus der Landesdenkmalpflege und Sondermittel vom Land flossen in die Benediktinerabtei. Die Diözese Rottenburg und die Erzdiözese Freiburg haben für das Kloster Gelder bewilligt, obwohl es keiner der beiden Diözesen untersteht.
Es wurden unter anderem 770 Fenster und 8.900 Quadratmeter Dach renoviert. Jahr für Jahr wurden kompakte Maßnahmen in Angriff genommen und abgeschlossen. So begann der Bauausschuss 1989 die Südseite der Kirchenfassade, den Kirchenvorplatz und die Friedhofsmauer zu sanieren, 1992 war es die Kirchenwestfassade, 1997 das Kirchendach, 1998 das Archiv Beuroner Kunst und 2000 die historische Holzbrücke. Der Neubau der Bibliothek kam 2001. 2003 wurden Innenausbauten im Refektoriumsbau getätigt. 2006 wurde das Ökonomiegebäude in Sankt Maurus und 2008 das Klerikatsgebäude saniert. 2009 stand das Kraftwerk Sankt Maurus und die Nordfassade der Kirche vom Kircheneingangsbereich bis zur Gnadenkapelle an. Der Bauausschuss hat sich im April 2009 aufgelöst. 2009 wurden im Sanierungsbereich die Relikte der ursprünglichen barocken Fassadengestaltung gefunden. 2010 konnte im Nordost-Bereich mit dem Chorraum nach 20 Jahren die Sanierung der kompletten historischen Kirchenfassade abgeschlossen werden. Dabei wurden schadhafte Stellen im Putz ausgebessert, alle Fensterbänke aus Sandstein erneuert, die historischen Kirchenfenster erhielten eine Zweifach-Schutzverglasung und neue Farbe aufgebracht. Im Jahr 2010 wurde für 380.000 Euro der Bereich der historischen Pforte saniert. Dieser Zwischenbereich zwischen dem historischen Gebäudekomplex, dem Südflügel und dem später errichteten Gästeflügel war nur noch von einem morschen Holzdach und einem ebenfalls baufälligen Holz-Glasgang überspannt. Die alte Dachkonstruktion und der über die alte Pforte führende Holz-Glasgang wurde ersetzt. Nun ist die barocke Giebelfassade des Südflügels wieder voll sichtbar. Der Bereich, in dem die Pforte heute untergebracht ist, entstand erst in den 1950er Jahren nach dem Brand des Ökonomieteils und ist hinsichtlich seiner architektonischen Qualität unter den Fachleuten umstritten. 2011 schlossen sich die Fassadenarbeiten am eigentlichen Klostergebäude zwischen der Kirche und der Bibliothek an.

## Verein der Freunde der Erzabtei St. Martin
Der 1989 durch 13 Personen gegründete Verein der Freunde der Erzabtei St. Martin versteht sich als Partner des Klosters. Seine vordringlichste Aufgabe ist es, ständig an der Bausubstanz arbeiten zu lassen und den Erhalt zu sichern. Die Vereinsgründung initiierten Erzabt Hieronymus Nitz und der damalige Innenminister von Baden-Württemberg, Dietmar Schlee.
2008 hatte der Verein 1.790 Mitglieder. Vorsitzender ist der Bundestagsabgeordnete Thomas Bareiß. Seine Vorgänger in diesem Amt waren Dietmar Schlee, Friedhelm Repnik und Tanja Gönner.

## Bekannte Mönche
- Gabriel Wüger (1829–1892), Pater und Vertreter Beuroner Kunstschule
- Desiderius Lenz (1832–1928), Pater und Gründer der Beuroner Kunstschule
- Benedikt Sauter (1835–1908), Mitbegründer und erster Novize des benediktinischen Beuron sowie erster Abt des Emmausklosters in Prag
- Anselm Schott (1843–1896), Pater und Herausgeber des bekanntesten lateinisch-deutschen Messbuchs für Laien
- Lukas Steiner (1849–1906), Pater und Vertreter der Beuroner Kunstschule
- Hildebrand de Hemptinne (1849–1913), Pater und Gründer der Abtei Maredsous
- Ambrosius Kienle (1852–1905), Pater und Choralforscher, Musikpädagoge und Herausgeber einer der bekanntesten „Choralschulen“
- Willibrord Verkade (1868–1946), Malermönch
- Alban Dold (1882–1960), Benediktiner, Liturgiewissenschaftler, Paläograph und Palimpsestforscher
- Nikolaus von Lutterotti (1892–1955), musste nach der Gründung der Tschechoslowakei 1918 das Prager Emauskloster mit dem deutschen Konvent verlassen und beendete seine theologischen Studien in Beuron. Nach der Priesterweihe wirkte er im Kloster Grüssau in Niederschlesien.
- Tutilo Gröner (1899–1977), Pater und Maler
- Gregor Sorger (1906–1950), Pater, Missionsmönch und Märtyrer
- Bonifatius Fischer (1915–1997), Pater und Fachmann der Textgeschichte der lateinischen Bibel
- Benedikt Schwank (1923–2016), Professor für Neues Testament und Fotograf der Umwelt der Bibel

## Monastisches Leben
Der Alltag im Kloster Beuron ist seit seiner Gründung als Benediktinerkloster besonders von der Feier der Liturgie geprägt. Der Tag nimmt mit dem Weckzeichen der Hausglocke um 4.40 Uhr seinen Anfang. Um 5.00 Uhr beginnt die Morgenhore, die aus der Matutin und den Laudes besteht und etwa eine Stunde dauert. Daran schließt sich eine stille Zeit an, die für die persönliche Betrachtung freigehalten ist. Um 7.30 Uhr versammeln sich die Mönche zum zweiten gemeinsamen Gebet, der Terz. Danach beginnt die Arbeitszeit in den verschiedenen Bereichen des Klosters. In der Konventsmesse (werktags um 11.00 Uhr, sonntags um 8.45 Uhr) wird täglich der Gregorianische Choral gesungen; das Konventamt stellt den Höhepunkt des Tages dar. Nach der Mittagshore um 12.15 Uhr wird das Mittagessen im Refektorium eingenommen, wozu eine Tischlesung vorgetragen wird. Nach einer Zeit der Mittagsruhe begeben sich die Mönche wieder an die Arbeit. Um 18.00 Uhr versammeln sie sich zur Statio im Kreuzgang und ziehen dann angeführt vom Erzabt zur Vesper in die Kirche ein. Die Vesper wird komplett lateinisch gesungen. Samstags schließt sich an die Vesper eine Prozession in die Gnadenkapelle an, wozu die Lauretanische Litanei gesungen wird. Nach dem Abendessen (mit Tischlesung) besteht die Möglichkeit zur Erholung. Um 19.55 Uhr erklingt die Glocke ein letztes Mal, die Mönche ziehen zur Komplet in die dunkle Kirche ein. Nach der Marianischen Antiphon und dem Segen des Abtes begibt sich jeder Mönch auf seine Zelle; nun herrscht Schweigen im Kloster, das Silentium.
Die besondere Wertschätzung der Liturgie wurde von Maurus Wolter grundgelegt und durch die Zeit beibehalten. Große Teile des Chorgebetes, das komplette Ordinarium Missae sowie große Teile des Propriums werden bis heute täglich vom ganzen Konvent – und nicht wie in anderen Klöstern von einer Schola – gesungen. Ministranten-, Organisten- und Sakristanendienst werden ausschließlich von den Mönchen geleistet.
Die Liturgie in Beuron wird vor allem an den Festtagen von vielen Gläubigen besucht; insbesondere das Hochamt und die Vesper.

## Wallfahrtsort
Die Erzabtei Beuron ist auch Wallfahrtsort. Das Fest Mariä Himmelfahrt ist in Beuron neben dem Annatag im Juli einer der Hauptwallfahrtstage. Begründet wurde die Lichterprozession zu Ehren der Gottesmutter Maria 1954 anlässlich des Marianischen Jahres, das Papst Pius XII. zum Gedenken an das 100. Jubiläum der Verkündigung des Dogmas der Unbefleckten Empfängnis Mariens ausgerufen hatte. Bei guter Witterung wird die Marienfeier mit jeweils rund 2000 Gläubigen bei der Lourdesgrotte im Liebfrauental abgehalten. Hierbei illuminieren viele Kerzen das Marienheiligtum in der felsigen Waldschlucht. Der weitverbreitete Brauch der Segnung von Kräutern und Blumen an Mariä Himmelfahrt wird hier ebenfalls gepflegt. Die Kräuterbuschen werden in der Andacht am Sonntagabend im Liebfrauental und nach der Wallfahrtsmesse am Montag gesegnet.